# Portimonense Sporting Clube "B"
El Portimonense Sporting Clube "B" es un equipo de fútbol de Portugal que juega en el Campeonato de Portugal, la cuarta división nacional.

## Historia
Fue fundado el 14 de agosto de 2014 en la ciudad de Portimao como el equipo filial del Portimonense SC, por lo que no puede jugar en la Primeira Liga ni en la Copa de Portugal.
En sus primeros años estuvo en la liga de Algarve hasta que en la temporada 2024/25 logra el ascenso al Campeonato de Portugal luego de ganar el título regional.

## Palmarés
- Liga Regional de Algarve: 1

2024/25